# Jan Loevenstein
Jan Loevenstein (20. října 1886 Hradec Králové – 1. května 1932 Brno-Žabovřesky) byl český národohospodář a vysokoškolský učitel, jeden z představitelů brněnské normativní školy, stoupenec myšlenek Karla Engliše a později jejich kritik. Jeho bratrem byl průmyslník Karel Loevenstein.

## Život
Po absolvování gymnázia v Truhlářské ulici v Praze vystudoval Právnickou fakultu Univerzity Karlovy, roku 1911 zde získal titul doktora práv. Poté díky pražské obchodní a živnostenské komoře cestoval po USA a seznamoval se zde s ekonomickou teorií i praxí, což zúročil v práci Cedulové bankovnictví ve Spojených státech a jeho nejnovější úprava. Následně chvíli působil v justici, advokacii a jako ředitel Komunální ústředny v Praze. Po první světové válce působil jeden rok jako první tajemník obchodní a živnostenské komory v Olomouci, ale hned poté zahájil akademickou dráhu. Po Karlu Englišovi převzal místo profesora národního hospodářství, národohospodářské politiky a finanční vědy na České vysoké škole technické v Brně a zároveň se habilitoval právě u Engliše na Právnické fakultě Masarykovy univerzity. Roku 1923 se oženil se Sylvou, rozenou Valentovou, se kterou měl dceru Sylvu. O tři roky později již na brněnské právnické fakultě získal místo řádného profesora finanční vědy a v letech 1928–1929 ji dokonce jako děkan vedl.
Jan Loevenstein ovládal mnoho jazyků (němčinu, angličtinu, francouzštinu, italštinu a částečně také ruštinu a španělštinu). Hojně publikoval, často ve vědecké ročence právnické fakulty nebo ve Sborníku věd právních a státních, samostatně vyšly např. práce O jednotnou konstrukci finanční vědy. Poznámky ku Englišově kritice (1929), Diagnosa a léčení světové krise. Kapitalismus na rozcestí (1932) nebo Formální vědní odvětví teleologického myšlení (1932). Základ jeho díla tvoří národohospodářská teorie Karla Engliše, zároveň však kriticky vycházel i z filosofie Arthura Schopenhauera. Národohospodářskými otázkami se zaobíral především z širšího teoretického hlediska, kromě finanční vědy se věnoval metodologii ekonomie a zvláště obecné teorii poznání. V ní se pak začal s Englišovými přístupy postupně rozcházet, což vedlo až k poměrně ostrým osobním sporům. Hlavní dílo, Velká teleologie, bylo vydáno až po Loevensteinově předčasné smrti.